# 김중배 (기업인)
김중배(1960년 11월 28일 - )은 대한민국의 기업인이다. 현재 주식회사 버스25시 대표이사를 맡고 있다.